# Schönthan (Oberviechtach)
Schönthan ist ein Ortsteil der Stadt Oberviechtach im Oberpfälzer Landkreis Schwandorf (Bayern).

## Geographische Lage
Schönthan liegt etwa 5 km östlich von Oberviechtach und ungefähr 1 km westlich der Ascha
im Gaisthal-Winklarner Becken.

## Geschichte
Schönthan wurde im Musterungsprotokoll von 1587 erstmals schriftlich erwähnt.
1891 wurde in Schönthan eine der Jungfrau Maria geweihte Kapelle errichtet.
Zum Stichtag 23. März 1913 (Osterfest) wurde Schönthan als Teil der Pfarrei Oberviechtach mit 14 Häusern und 100 Einwohnern aufgeführt.
Am 31. Dezember 1990 hatte Schönthan 81 Einwohner und gehörte zur Pfarrei Oberviechtach.